# 2020 en Colombie-Britannique
Chronologie de la Colombie-Britannique
- 2016
- 2017
- 2018
- 2019
- 2020
- 2021
- 2022
- 2023
- 2024

Cette page concerne des événements qui se sont produits durant l'année 2020 dans la province canadienne de Colombie-Britannique.

## Politique
- Premier ministre : John Horgan (NPD)
- Chef de l'Opposition : Andrew Wilkinson puis Shirley Bond
- Lieutenant-gouverneur : Janet Austin
- Législature : 41ème